# Squadra bahamense di Coppa Davis
La squadra bahamense di Coppa Davis rappresenta le Bahamas nella Coppa Davis, ed è posta sotto l'egida della Bahamas Lawn Tennis Association.
La squadra ha esordito nel 1989 e ad oggi il suo miglior risultato è il raggiungimento degli spareggi per la qualificazione al Gruppo Mondiale nel 1993.

## Organico 2011
Aggiornato al match delle fasi zonali contro la Giamaica del 19 giugno 2011. Fra parentesi il ranking del giocatore nel momento della disputa degli incontri.
- Marvin Rolle (ATP #1747)
- Devin Mullings (ATP #)
- Timothy Neilly (ATP #)
- Jamaal Adderley (ATP #)